# Субарахноидни простор
Субарахноидни простор је простор који нормално постоји између средишње мождане овојнице (паучинасте опне) и унутрашње мождане овојнице (меке опне). Испуњен је цереброспиналном течношћу и наставља се низ кичмену мождину. Простори се формирају од отвора на различитим тачкама дуж субарахноидалног простора; то су субарахноидне цистерне, које су испуњене цереброспиналном течношћу.
Тврда опна је причвршћена за лобању, док је у кичменој мождини одвојена од пршљенова простором који се назива епидурални простор, који садржи масти и крвне судове. Паучинаста опна је причвршћена за тврду, док је мека опна причвршћена за ткиво централног нервног система.
Када се тврда и паучинаста опна раздвоје због повреде или болести, простор између њих је субдурални простор.

## Цереброспинална течност
Целокупна количина цереброспиналне течности измени се у току дана око три пута. Цереброспинална течност напушта коморски систем и улази у субарахноидни простор кроз малене отворе који се налазе на споју два дела мозга, малог мозга и можданог стабла. 
Из субарахноидног простора, цереброспинална течност се одлива у крвни систем преко специјализованих избочина паучинасте опне, арахноидних вила или чупица, које пролазећи кроз тврду опну залазе у мождане синусе. Цереброспинална течност облива мозак споља и испуњава његове коморе изнутра, пружајући му заштиту од механичких оштећења.